# VRAM
Video RAM ili VRAM je memorija koja se nalazi na većini grafičkih kartica.
Za razliku od integrisanih video-kontrolera koji obično dele RAM memoriju sa ostalim komponentama računara, većina grafičkih kartica ima svoju memoriju koja se naziva Video RAM ili VRAM.
VRAM na grafičkoj kartici služi za pohranjivanje najnužnijih podataka za GPU, najčešće teksture, Z-buffer i druge elemente.
Brzina VRAM-a je davno prevazišla brzinu sistemskog RAM-a. Današnje grafičke kartice koriste GDDR3 ili GDDR4 koji ide i do 900 MHz (1800 MHz efektivna). Količina memorije na današnjim grafičkim karticama ide i do 8 GB, ali ona nije presudna, mnogo je važnija frekvencija memorije. Pošto GPU stvara sliku, držeći informacije i završene slike u VRAM-u, brzina memorije je vrlo važna, jer što je brža memorija to će brže slika doći do RAMDAC-a i biti prikazana.

## Spoljašnje veze
- austinsemiconductor.com (jezik: engleski)